# Altyn (monnaie)
Pour les articles homonymes, voir Altyn.
L‘altyn ((ru) алты́н, également алты́нник, « altýnnik ») est le nom d'une ancienne monnaie russe d'une valeur de 3 kopecks de rouble.

## Histoire
L'origine de ce mot est tatar : le mot altın signifie l'or métal, et altı, le nombre six. Sa valeur originelle fut de 6 dengas, équivalente à 3 kopecks en argent. Un altyn était divisé en 60 pūls (ou oboles). Elle circule dès le XVe siècle dans la plupart des États et principautés de l'Europe centrale et d'Europe de l'Est. Elle sert de lien commercial entre les marchands de ces mêmes régions et l'Asie.
Des pièces furent frappées sous Pierre Ier, en argent, entre 1704 et 1718. D'abord une petite pièce pesant 0,8 g à 802 millièmes d'argent, puis des pièces en billon, pesant 1,7 g à 396 millièmes d'argent,.
Sous le règne de Nicolas Ier, la pièce de 3 kopecks de rouble est en cuivre à partir de 1839. L'usage du mot va se perdre au cours du XIXe siècle, mais la frappe de la pièce de 3 kopecks va perdurer jusqu'en 1991, un format adopté par le rouble soviétique.
Dans le cadre de l'Union économique eurasiatique, il a été proposé en mai 2014 d'adopter une monnaie commune portant ce nom. En 2023, le projet ne semble pas prendre forme.